# HDB3
HDB3 (high density bipolar of order 3) код (иногда в литературе встречается название CHDB (Compatible High Density Binary)) — один из способов линейного кодирования (физического кодирования, канального кодирования, цифровое кодирование, манипуляция сигнала). Применяется при передаче данных на расстояние  по цифровому каналу связи. Является трехуровневым. Формирования кода выполняется следующим образом: в каждые 4 нуля заменяются 4 символами в которых имеется хотя бы один сигнал V. Для подавления постоянной составляющей полярность сигнала V чередуется при последовательных заменах. Для замены используются два способа:
- если перед заменой исходный код содержал нечётное число единиц то используется последовательность 000V;
- если перед заменой исходный код содержал чётное число единиц то используется последовательность 100V.

где V-сигнал единицы запрещённого для данного сигнала полярности.
Основная статья: Физическое кодирование

## Достоинства
- Исправляет любые 4 подряд идущих нуля в исходной последовательности

## Недостатки
- Обеспечивает слабую самосинхронизацию по сравнению с кодом Манчестер-II
- Узкая полоса пропускания передающего и приёмного устройства для формируемого уровня сигнала

## Область применения
- Для организации цифровых потоков со скоростью 2,048 Мбит/с [2][3]